# كركاماني
كركاماني، كان أحد ملوك كوش، ربما حكم بين 519-510 قبل الميلاد، سبقه الملك اماني نتاكي ليبت وخلفه الملك أماني ستبرقة، دُفن في نوري الهرم رقم 7.